# Colli Euganei Fior d'Arancio
Il Colli Euganei Fior d'Arancio è un vino bianco a DOCG la cui produzione è consentita nell'omonima area geografica della provincia di Padova.

## Zona di produzione
La zona di produzione comprende l'intero territorio dei comuni di Arquà Petrarca, Galzignano Terme, Torreglia e in parte quello dei comuni di Abano Terme, Montegrotto Terme, Battaglia Terme, Due Carrare, Monselice, Baone, Este, Cinto Euganeo, Lozzo Atestino, Vo', Rovolon, Cervarese Santa Croce, Teolo, Selvazzano Dentro.

## Storia
Numerose ciotole e coppe in terracotta, risalenti al VII - VI secolo, certificano l'antica presenza dell'uva, che in seguito venne segnalata da alcuni storici latini.
Il Moscato giallo (vitigno autoctono) è citato in documenti sull'agricoltura del 1879.

## Tecniche di produzione
Le operazioni di vinificazione possono avvenire nei comuni in cui ricade la delimitazione e nella cantina sociale di Conselve.
La tipologia "passito" non può essere immessa sul mercato prima di un anno.
L'indicazione dell’annata di produzione delle uve è obbligatoria solamente per il bianco e il passito.

## Disciplinare
Il vino locale prodotto con Moscato giallo ha ottenuto la OC come tipologia del Colli Euganei nel 1969;
- È stato scorporato e trasformato in DOCG con DM 22.12.2010, pubblicato sulla Gazzetta Ufficiale n, 4
- Modificato con DM 30.11.2011, pubblicato sul sito ufficiale del Mipaaf
- La versione in vigore è stata approvata con DM 07.03.2014, pubblicato sul sito ufficiale del Mipaaf[1].

## Tipologie

### Colli Euganei Fior d'Arancio
Uvaggio: Moscato giallo minimo 95%
|                                | base       | dolce      | spumante   | passito    |
| titolo alcolometrico minimo    | 10,50% vol | 10,50% vol | 10,50% vol | 15,50% vol |
| titolo alcolometrico svolto    | -          | 4,50% vol  | 6,00% vol  | 11,00% vol |
| zuccheri residui minimi        | -          | 50 g/l     | 50,0 g/l   | 50,0 g/l.  |
| acidità totale minima          | 4,5 g/l.   | 4,5 g/l.   | 5,0 g/l.   | 5,5 g/l.   |
| acidità totale massima         | -          | -          | -          | 2,4 g/l.   |
| estratto secco minimo          | 16,00 g/l  | 16,00 g/l  | 16,00 g/l  | 25,00 g/l  |
| resa massima di uva per ettaro | 120 q.     | 120 q.     | 120 q.     | 120 q.     |
| resa massima di uva in vino    | 65 %       | 65 %       | 65 %       | 40 %       |

#### Caratteri organolettici
Al naso presenta l'inconfondibile aroma di uva moscato con note di fiori d'arancio, di biancospino e magnolia. Sprigiona inoltre sentori di agrumi come il cedro e note fruttate di pesca e albicocca. Al palato è gradevolmente dolce, equilibrato, rimanda al sapore dell'uva appena raccolta.

#### Abbinamenti consigliati
La versione secca si abbina a crostacei e piatti di pesce, lo spumante ad antipasti di pesce o di verdure, il passito alla piccola pasticceria.